# Szamoa az olimpiai játékokon
Szamoa az 1984-es első szereplése óta mindegyik nyári olimpiai játékokon részt vett. Sportolói eddig egy darab érmet szereztek. Az ország eddig még nem képviseltette magát a téli olimpiai játékokon.
A Szamoai Sportszövetség és Nemzeti Olimpiai Bizottságot 1983-ban alapították, és a NOB még abban az évben felvette tagjai közé.
A 2008-as pekingi olimpián Ele Opeloge +75kg-os súlyemelésben ezüstérmet szerzett. Eredetileg a negyedik helyen végzett, ám egy utólagos doppingvizsgálat során kizárták a második és harmadik helyezett Olha Korobkat és Mariya Grabovetskayat.